# Breutelia eugeniae
Breutelia eugeniae là một loài rêu trong họ Bartramiaceae. Loài này được Ångström mô tả khoa học đầu tiên năm 1873.